# 利辛 (维也纳)

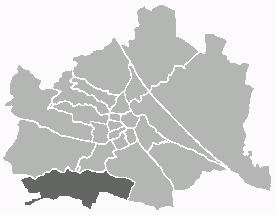
利辛区在维也纳的位置

利辛(德语: '23. Bezirk, Liesing)，为奥地利维也纳的第23区。利辛区位于维也纳西南部。总面积32.00平方公里，总人口94,801，人口密度3,000/km2。